# Siding Spring Survey
| 90564 Markjarnyk    | 12 aprile 2004 |
| 120372 Bridgetburns | 1 agosto 2005  |
| 308306 Dainere      | 19 maggio 2005 |

Siding Spring Survey è un progetto di ricerca, condotto dal Lunar and Planetary Laboratory dell'Università dell'Arizona, che ha affiancato dal 2004 il Catalina Sky Survey nell'individuazione di comete, asteroidi e oggetti Near-Earth (NEO) la cui orbita possa intersecare quella della Terra.
Esso sfrutta il telescopio da 50cm posto nell'osservatorio da cui prende il nome il progetto nello stato australiano del Nuovo Galles del Sud. Il Minor Planet Center gli accredita la scoperta di oltre 2.400 asteroidi, cinque comete periodiche e otto non periodiche.
Tra i molti oggetti individuati è di particolare interesse 2009 DD45, un meteoroide che il 2 marzo 2009 è transitato all'interno del sistema Terra-Luna.